# Brevicera
Brevicera är ett släkte av tvåvingar. Brevicera ingår i familjen storharkrankar.
Kladogram enligt Catalogue of Life:
| Brevicera | \| \| Brevicera aenigmatica \| \| \| \| \| \| Brevicera heterogama \| \| \| \| |
|           | \| \| Brevicera aenigmatica \| \| \| \| \| \| Brevicera heterogama \| \| \| \| |
|           | Brevicera aenigmatica                                                          |
|           |                                                                                |
|           | Brevicera heterogama                                                           |
|           |                                                                                |